# Câu lạc bộ bóng đá Ninh Bình (2015)
Câu lạc bộ bóng đá Ninh Bình là một câu lạc bộ bóng đá chuyên nghiệp thành lập vào năm 2015 có trụ sở tại Ninh Bình, Việt Nam. Câu lạc bộ thi đấu tại giải Vô địch Quốc gia.

## Lịch sử
Tiền thân của câu lạc bộ Ninh Bình là câu lạc bộ Phù Đổng. Đội bóng này được thành lập ngày 4 tháng 10 năm 2015 với 4 thành viên sáng lập, với tôn chỉ hoạt động là "xây dựng một đội bóng minh bạch, trong sạch và chuyên nghiệp". Đội bóng hoạt động theo mô hình câu lạc bộ bóng đá cộng đồng của Nhật Bản, tức là đội bóng không thuộc về ông bầu nào, mỗi hội viên, người hâm mộ chính là thành viên của đội bóng.
Khởi đầu từ sân chơi thấp nhất trong hệ thống thi đấu của Liên đoàn bóng đá Việt Nam, chỉ sau hai mùa giải, Phù Đổng đã gặt hái được kết quả như mong đợi: Vô địch giải hạng Ba và thăng hạng hạng Nhì mùa giải 2017.
Trước mùa giải 2017, Phù Đổng FC đã chiêu mộ được cựu trung vệ đội tuyển quốc gia Vũ Như Thành về làm đội trưởng, và thuyết phục được tiền vệ Cao Sỹ Cường tiếp tục thi đấu. Đồng thời, đội bóng cũng công bố thông tin về nhà tài trợ chính mới, công ty Mitsubishi Motors Việt Nam, với mức tài trợ lớn. Không đơn thuần là quảng bá thương hiệu, Mitsubishi Motors Việt Nam mong muốn góp phần hỗ trợ ươm mầm cho tài năng thể thao của Việt Nam cũng như thắt chặt mối quan hệ hợp tác Việt Nam–Nhật Bản.
Sau khi vượt qua Bà Rịa - Vũng Tàu trong trận chung kết Giải bóng đá hạng Nhì Quốc gia 2018 trên sân vận động Phú Yên, Phù Đổng FC đã chính thức giành tấm vé thăng hạng Nhất mùa giải 2019. Tại đây, Phù Đổng FC đặt mục tiêu trụ hạng và có cơ hội thì phấn đấu thăng hạng. Trong năm thứ ba liên tiếp Mitsubishi Motors là nhà bảo trợ chính của câu lạc bộ, số lượng hội viên lên đến 5.000 người. Tuy nhiên, đội bóng thi đấu không tốt. Sau 7 vòng đấu đầu tiên, đội bóng không thắng được trận nào, với 1 trận hòa và 6 trận thua liên tiếp. Huấn luyện viên Lê Đức Tuấn đã từ chức, và ông Nguyễn Trung Kiên được bổ nhiệm thay thế. Kết thúc mùa giải, đội xếp cuối bảng và phải xuống hạng Nhì.
Đội bóng đặt mục tiêu trở lại Giải hạng Nhất vào mùa giải 2021, và tiếp tục nhận được bảo trợ của Mitsubishi Motors Việt Nam trong năm thứ tư liên tiếp. Vào ngày 13 tháng 11 năm 2020, câu lạc bộ đánh bại Gia Định với tỷ số 3–2 để chính thức đồng vô địch hạng Nhì 2020, đồng thời giành vé lên chơi LS V.League 2 2021.
Với mong muốn gắn bó lâu dài với mảnh đất Cố Đô, CLB Phù Đổng đã gửi công văn tới UBND tỉnh Ninh Bình để có thể tiếp tục phát triển bóng đá tại nơi đây, góp một phần công sức cho nền bóng đá Ninh Bình nói riêng và bóng đá Việt Nam nói chung. Trong thời gian tới, CLB Phù Đổng Ninh Bình sẽ tiến hành hoàn tất các thủ tục để đăng ký đổi tên với Liên đoàn Bóng đá Việt Nam (VFF) và Công ty Cổ phần Bóng đá Chuyên nghiệp Việt Nam (VPF).
Trước năm 2014, Ninh Bình cũng có 1 đội bóng chơi ở V.League với tên gọi Câu lạc bộ bóng đá Xi măng The Vissai Ninh Bình do bầu Trường đầu tư. Dù vậy, đội bóng này sau đó đã ngưng hoạt động. Sau gần 10 năm kể từ The Vissai Ninh Bình giải thể, địa phương này mới có lại một đội bóng.
Mùa giải 2024/25, CLB Phù Đổng Ninh Bình với nòng cốt là các cầu thủ ĐTQG như Đặng Văn Lâm và Nguyễn Hoàng Đức đã lập kỷ lục khi vô địch giải đấu với 19 trận thắng và chỉ 1 trận hòa sau 20 vòng đấu và giành số điểm kỷ lục là 58/60 điểm, qua đó giành quyền lên chơi tại V.League 1 2025-26. Đội cũng là đội bóng đầu tiên vô địch giải đấu V.League 2 mà không thua một trận nào.

## Sân vận động

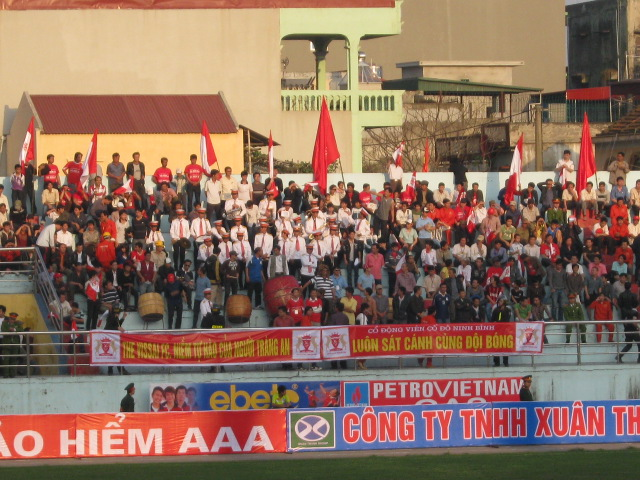
Khán đài B sân vận động Tràng An

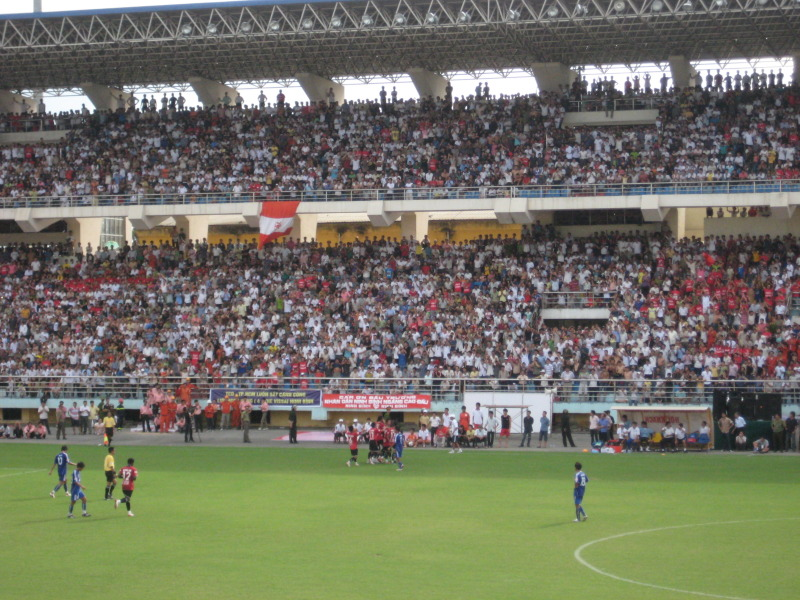
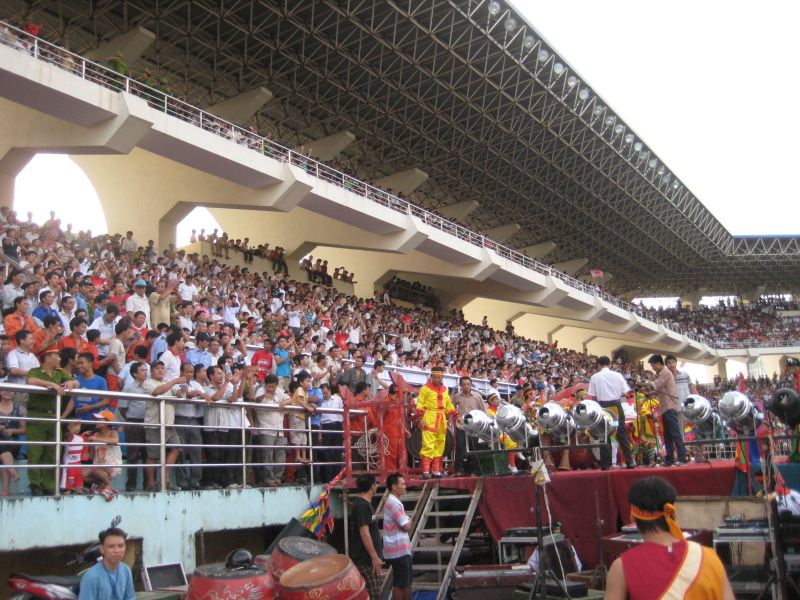
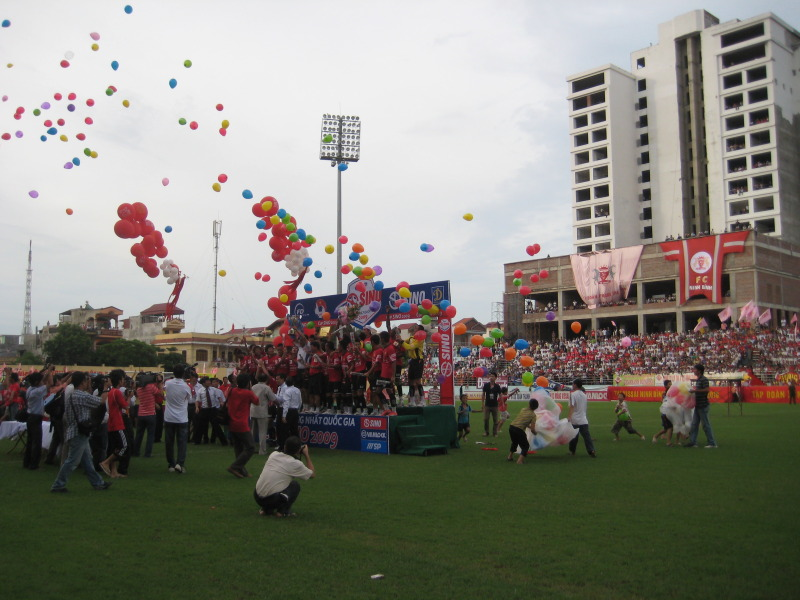
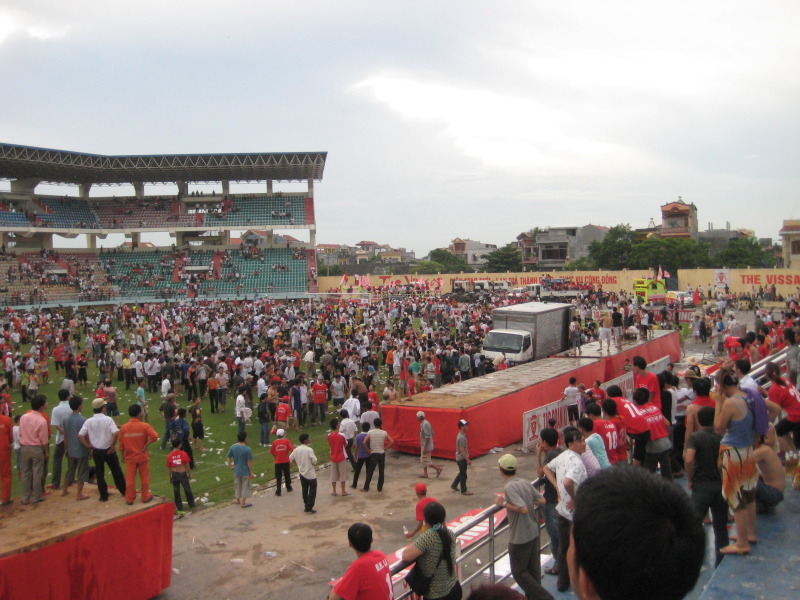
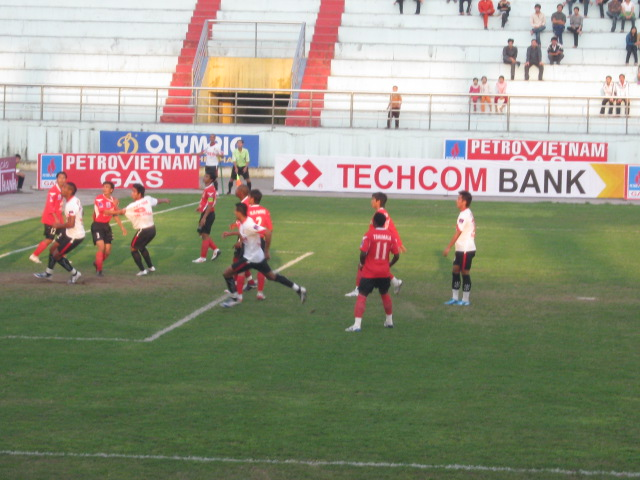

Sân vận động Ninh Bình nằm trên địa bàn phường Tân Thành của thành phố Ninh Bình, tỉnh Ninh Bình. Sân nằm cách Hà Nội 92 km, và kề ngay sát Quốc lộ 1. Năm 2003, do sân là một trong những sân vận động tại Việt Nam được chọn là sân dự bị cho SEA Games 22 nên sân đã được tu sửa, hệ thống đèn chiếu sáng được nâng cấp. Toàn bộ sân có trên 25.000 chỗ ngồi, khán đài A của sân có 2 tầng với kết cấu mái che bằng thép.

## Biểu trưng
Khi còn mang tên là Phù Đổng, biểu trưng của câu lạc bộ khắc họa hình ảnh Phù Đổng Thiên Vương (chữ Hán: 扶董天王) cầm cây tre cưỡi ngựa sắt phun lửa cùng với trái bóng tròn.

2015–2023
2023–2025
Từ năm 2025 đến nay

## Đội hình hiện tại
Tính đến giai đoạn 2 mùa giải V.League 2 - 2024/25.
Ghi chú: Quốc kỳ chỉ đội tuyển quốc gia được xác định rõ trong điều lệ tư cách FIFA. Các cầu thủ có thể giữ hơn một quốc tịch ngoài FIFA.
| Số | VT | Quốc gia | Cầu thủ                                     |
| -- | -- | -------- | ------------------------------------------- |
| 1  | TM | Việt Nam | Đặng Văn Lâm                                |
| 6  | HV | Việt Nam | Đỗ Thanh Thịnh                              |
| 7  | TĐ | Việt Nam | Nguyễn Quốc Việt                            |
| 8  | TV | Việt Nam | Trần Thanh Bình                             |
| 9  | TĐ | Việt Nam | Đinh Thanh Bình (mượn từ Hoàng Anh Gia Lai) |
| 10 | TV | Việt Nam | Mạch Ngọc Hà                                |
| 11 | TĐ | Việt Nam | Lê Minh Bình (mượn từ Hoàng Anh Gia Lai)    |
| 12 | HV | Việt Nam | Đinh Văn Trường                             |
| 14 | TV | Việt Nam | Đỗ Văn Thuận                                |
| 15 | HV | Việt Nam | Nguyễn Hữu Tuấn                             |
| 16 | TV | Việt Nam | Võ Ngọc Tỉnh                                |
| 20 | TM | Việt Nam | Trần Đình Minh Hoàng                        |
| 21 | HV | Việt Nam | Trịnh Quang Trường                          |
| 23 | TV | Việt Nam | Phan Văn Hiếu                               |

| Số | VT | Quốc gia | Cầu thủ                                     |
| -- | -- | -------- | ------------------------------------------- |
| 24 | TV | Việt Nam | Nguyễn Đức Việt (mượn từ Hoàng Anh Gia Lai) |
| 26 | HV | Việt Nam | Lê Hải Đức                                  |
| 27 | TV | Việt Nam | La Nguyễn Bảo Trung                         |
| 28 | TV | Việt Nam | Nguyễn Hoàng Đức                            |
| 30 | TV | Việt Nam | Nguyễn Đức Cường                            |
| 31 | TĐ | Việt Nam | Trần Văn Tùng                               |
| 36 | TV | Việt Nam | Phạm Trọng Hóa                              |
| 37 | TV | Việt Nam | Nguyễn Văn Việt                             |
| 47 | TĐ | Việt Nam | Phạm Gia Hưng                               |
| 66 | HV | Việt Nam | Nguyễn Hoàng Duy                            |
| 73 | HV | Việt Nam | Võ Anh Quân (mượn từ PVF–CAND)              |
| 77 | TV | Việt Nam | Lương Thanh Ngọc Lâm                        |
| 86 | TM | Việt Nam | Nguyễn Minh Đức                             |
| 88 | TĐ | Việt Nam | Phạm Văn Thành                              |
| 93 | HV | Việt Nam | Nguyễn Thành Lộc                            |
| —  | TV | Bulgaria | Chung Nguyen Do                             |

### Không nằm trong danh sách thi đấu
Ghi chú: Quốc kỳ chỉ đội tuyển quốc gia được xác định rõ trong điều lệ tư cách FIFA. Các cầu thủ có thể giữ hơn một quốc tịch ngoài FIFA.
| Số | VT | Quốc gia | Cầu thủ       |
| -- | -- | -------- | ------------- |
| —  | HV | Việt Nam | Trịnh Đức Lợi |

| Số | VT | Quốc gia | Cầu thủ        |
| -- | -- | -------- | -------------- |
| —  | TĐ | Việt Nam | Trần Hoàng Sơn |

## Cầu thủ tiêu biểu
- Nguyễn Hoàng Đức
- Đặng Văn Lâm
- Nguyễn Quốc Việt
- Đinh Thanh Bình

## Quan chức đội bóng hiện tại
| Chức vụ                    | Tên                              |
| -------------------------- | -------------------------------- |
| Giám đốc kỹ thuật          | Lê Phước Tứ                      |
| Huấn luyện viên trưởng     | Nguyễn Việt Thắng                |
| Trợ lý huấn luyện viên     | Hồ Hoàng Tiến Trương Đình Luật   |
| Quản lý nhóm               | Nguyễn Quốc Trạng                |
| Huấn luyện viên thủ môn    | Đinh Xuân Việt Evgeniy Taykevich |
| Huấn luyện viên thể hình   | Nikita Udovenko                  |
| Bác sĩ                     | Trần Công Định                   |
| Chuyên gia vật lý trị liệu | Nguyễn Văn Khánh                 |
| Quản lý bộ dụng cụ         | Nguyễn Thế Anh                   |

## Thành tích
| Chú giải màu sắc | Chú giải màu sắc |
| ---------------- | ---------------- |
| Vô địch          |                  |
| Á quân           |                  |
| Hạng ba          |                  |
| Hạng tư          |                  |
| Thăng hạng       |                  |
| Tranh trụ hạng   | Thắng play-off   |
| Tranh trụ hạng   | Thua play-off    |
| Xuống hạng       |                  |

| Thành tích của Ninh Bình từ khi được thành lập | Thành tích của Ninh Bình từ khi được thành lập | Thành tích của Ninh Bình từ khi được thành lập | Thành tích của Ninh Bình từ khi được thành lập | Thành tích của Ninh Bình từ khi được thành lập | Thành tích của Ninh Bình từ khi được thành lập | Thành tích của Ninh Bình từ khi được thành lập | Thành tích của Ninh Bình từ khi được thành lập | Thành tích của Ninh Bình từ khi được thành lập | Thành tích của Ninh Bình từ khi được thành lập | Thành tích của Ninh Bình từ khi được thành lập | Thành tích của Ninh Bình từ khi được thành lập | Thành tích của Ninh Bình từ khi được thành lập |
| Năm                                            | Hạng đấu                                       | Hạng đấu                                       | Hạng đấu                                       | Hạng đấu                                       | Thành tích                                     | St                                             | T                                              | H                                              | B                                              | Bt                                             | Bb                                             | Điểm                                           |
| Năm                                            | I                                              | II                                             | III                                            | IV                                             | Thành tích                                     | St                                             | T                                              | H                                              | B                                              | Bt                                             | Bb                                             | Điểm                                           |
| ---------------------------------------------- | ---------------------------------------------- | ---------------------------------------------- | ---------------------------------------------- | ---------------------------------------------- | ---------------------------------------------- | ---------------------------------------------- | ---------------------------------------------- | ---------------------------------------------- | ---------------------------------------------- | ---------------------------------------------- | ---------------------------------------------- | ---------------------------------------------- |
| 2015                                           |                                                |                                                |                                                |                                                | Thứ 5 bảng A                                   | 5                                              | 1                                              | 2                                              | 2                                              | 2                                              | 4                                              | 5                                              |
| 2016                                           |                                                |                                                |                                                |                                                | Vô địch                                        | 3                                              | 2                                              | 1                                              | 0                                              | 6                                              | 1                                              | 7                                              |
| 2017                                           |                                                |                                                |                                                |                                                | Thứ 5 bảng A                                   | 14                                             | 4                                              | 4                                              | 6                                              | 19                                             | 21                                             | 16                                             |
| 2018                                           |                                                |                                                |                                                |                                                | Vô địch                                        | 13                                             | 8                                              | 4                                              | 1                                              | 26                                             | 6                                              | 28                                             |
| 2019                                           |                                                |                                                |                                                |                                                | Thứ 12                                         | 22                                             | 5                                              | 4                                              | 13                                             | 22                                             | 36                                             | 19                                             |
| 2020                                           |                                                |                                                |                                                |                                                | Vô địch                                        | 13                                             | 7                                              | 3                                              | 3                                              | 19                                             | 16                                             | 24                                             |
| 2021                                           |                                                |                                                |                                                |                                                | Mùa giải bị hủy vì COVID-19                    | Mùa giải bị hủy vì COVID-19                    | Mùa giải bị hủy vì COVID-19                    | Mùa giải bị hủy vì COVID-19                    | Mùa giải bị hủy vì COVID-19                    | Mùa giải bị hủy vì COVID-19                    | Mùa giải bị hủy vì COVID-19                    | Mùa giải bị hủy vì COVID-19                    |
| 2022                                           |                                                |                                                |                                                |                                                | Thứ 11                                         | 22                                             | 5                                              | 3                                              | 14                                             | 21                                             | 44                                             | 18                                             |
| 2023                                           |                                                |                                                |                                                |                                                | Thứ 7                                          | 18                                             | 4                                              | 7                                              | 7                                              | 16                                             | 21                                             | 19                                             |
| 2023–24                                        |                                                |                                                |                                                |                                                | Thứ 5                                          | 20                                             | 7                                              | 7                                              | 6                                              | 17                                             | 20                                             | 28                                             |
| 2024–25                                        |                                                |                                                |                                                |                                                | Vô địch                                        | 20                                             | 19                                             | 1                                              | 0                                              | 40                                             | 3                                              | 58                                             |
| 2025–26                                        |                                                |                                                |                                                |                                                | Chưa xác định                                  | Chưa xác định                                  | Chưa xác định                                  | Chưa xác định                                  | Chưa xác định                                  | Chưa xác định                                  | Chưa xác định                                  | Chưa xác định                                  |

## Danh hiệu
Giải hạng Nhất quốc gia
- : 2024–25

Giải hạng Nhì quốc gia
- : 2018, 2020

Giải hạng Ba quốc gia
- : 2016

## Các huấn luyện viên trong lịch sử
| Các huấn luyện viên trưởng của CLB bóng đá Phù Đổng \| - 2015–2019: Lê Đức Tuấn - 2019–2022: Nguyễn Trung Kiên - 2022: Nguyễn Quốc Bình - 2023–2024: Nguyễn Văn Đàn - 2024– : Nguyễn Việt Thắng \| |
| - 2015–2019: Lê Đức Tuấn - 2019–2022: Nguyễn Trung Kiên - 2022: Nguyễn Quốc Bình - 2023–2024: Nguyễn Văn Đàn - 2024– : Nguyễn Việt Thắng                                                           |

## Nhà sản xuất và tài trợ áo đấu
| Giai đoạn | Nhà sản xuất áo đấu | Nhà tài trợ in trên áo đấu |                |
| --------- | ------------------- | -------------------------- | -------------- |
| 2015-2016 | UGETHER             | VGroup                     | không có       |
| 2017-2019 | UGETHER             | Mitsubishi Motors          | không có       |
| 2020-2021 | Li-Ning             | Mitsubishi Motors          | không có       |
| 2022      | Kamito              | Mitsubishi Motors          | Bamboo Airways |
| 2023      | Kamito              | XUAN NAM VIET              | không có       |
| 2023-2024 | Mitre               | PHUANTHINH                 | không có       |
| 2023-2024 | Mitre               | PHUANTHINH                 | LPBank         |
| 2024-2025 | Vloop               | LPBank                     | không có       |
| 2025-nay  | Grand Sport         | chưa rõ                    | chưa rõ        |

| Trang phục sân nhà | Trang phục sân nhà | Trang phục sân nhà | Trang phục sân nhà | Trang phục sân nhà | Trang phục sân nhà |
| ------------------ | ------------------ | ------------------ | ------------------ | ------------------ | ------------------ |
| 2015               | 2016-2021          | 2022 (1)           | 2022 (2)           | 2023               | 2023-2024          |
| 2024-2025          |                    |                    |                    |                    |                    |

| Trang phục sân khách | Trang phục sân khách | Trang phục sân khách | Trang phục sân khách | Trang phục sân khách | Trang phục sân khách |
| -------------------- | -------------------- | -------------------- | -------------------- | -------------------- | -------------------- |
| 2015                 | 2016-2021            | 2022 (1)             | 2022 (2)             | 2023                 | 2023-2024            |
| 2024-2025            |                      |                      |                      |                      |                      |

| Trang phục đặc biệt |
| ------------------- |
| 2025                |